# 百
百  est  un sinogramme composé de 6 traits. Il signifie 100 et est utilisé en chinois, coréen, japonais et vietnamien.
En chinois, ce hanzi se lit, selon la romanisation en hanyu pinyin, bái.
En Coréen, ce hanja se lit baek (백), bae (배) selon la prononciation phonétique ou hyin (흰) selon la prononciation sémantique.
En japonais, ce kanji se lit ヒャク (hyaku) en lecture on et もも (momo) en lecture kun. Il fait partie des kyōiku kanji de 1re année.
En vietnamien, ce chữ nôm se prononce bách et il a été remplacé par 𤾓 (trăm). 

## Utilisation
Ce kanji est souvent utilisé comme un chiffre.